# Stoneham (Massachusetts)
Stoneham es un pueblo ubicado en el condado de Middlesex en el estado estadounidense de Massachusetts. En el Censo de 2020 tenía una población de 23,244 habitantes y una densidad poblacional de 3,500 personas por km².

## Geografía
Stoneham se encuentra ubicado en las coordenadas 42°28′27″N 71°5′52″O / 42.47417, -71.09778. Según la Oficina del Censo de los Estados Unidos, Stoneham tiene una superficie total de 17.22 km², de la cual 15.59 km² corresponden a tierra firme y (9.48%) 1.63 km² es agua.

## Demografía
Según el censo de 2010, había 21.437 personas residiendo en Stoneham. La densidad de población era de 1.244,83 hab./km². De los 21.437 habitantes, Stoneham estaba compuesto por el 92.21% blancos, el 1.77% eran afroamericanos, el 0.12% eran amerindios, el 3.39% eran asiáticos, el 0.02% eran isleños del Pacífico, el 1.14% eran de otras razas y el 1.34% pertenecían a dos o más razas. Del total de la población el 2.96% eran hispanos o latinos de cualquier raza.